# Payr Sándor

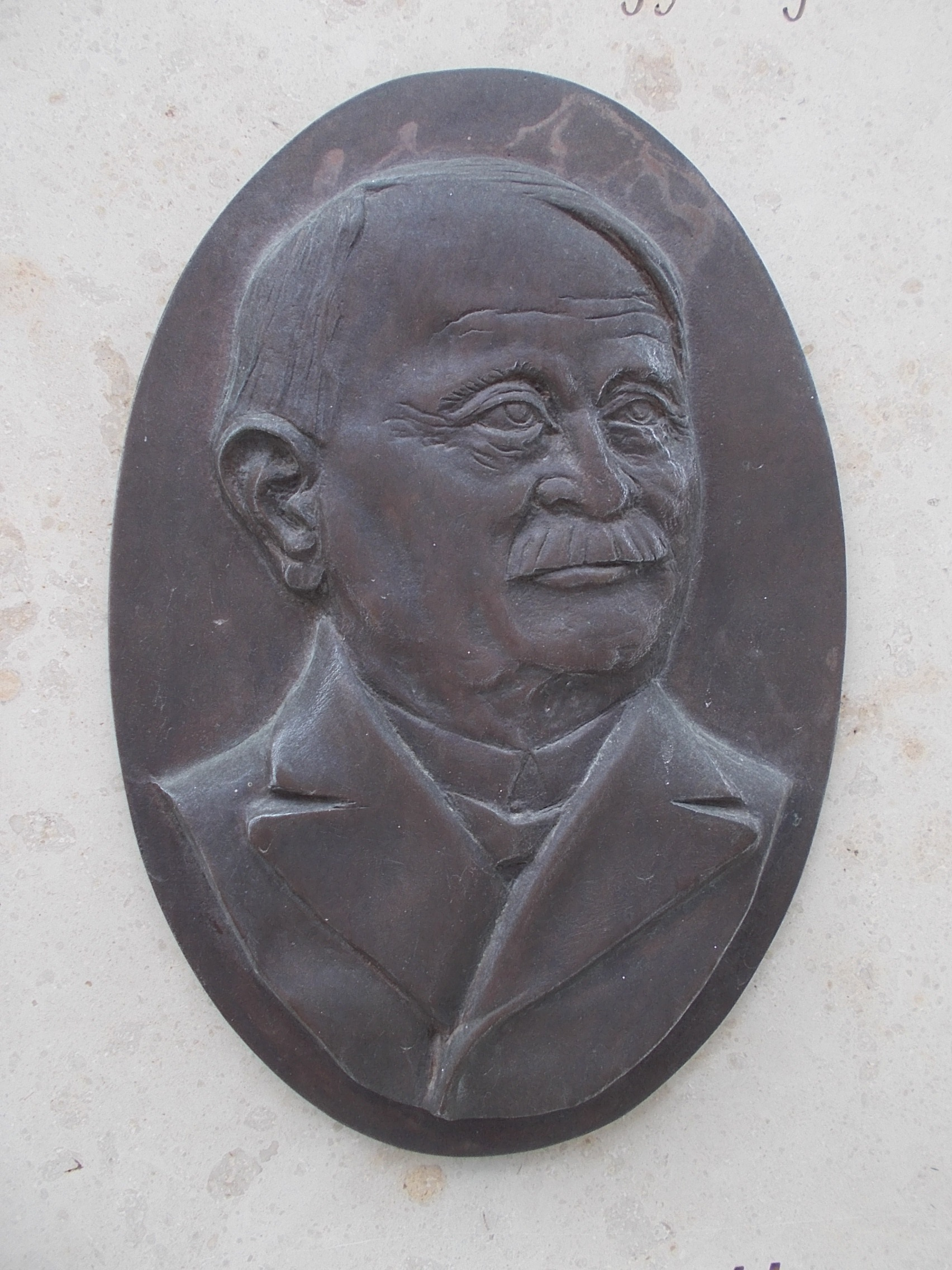
D. Payr Sándor-emléktábla. Pápa. 2011.

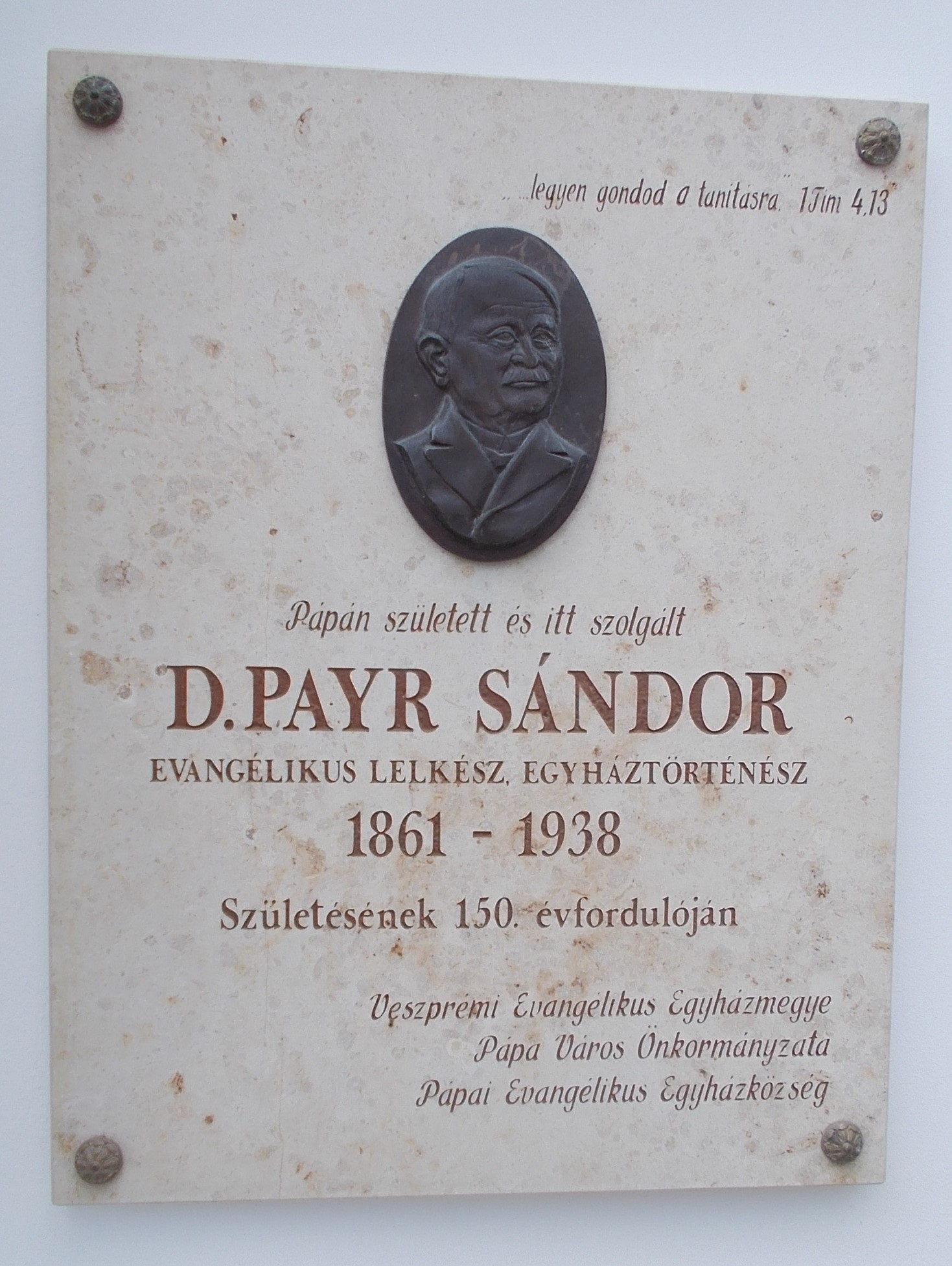
D. Payr Sándor-emléktábla. Pápán 150 éve született és szolgált D. PAYR SÁNDOR evangélikus lelkész, egyháztörténész (1861-1938) Veszprémi Evangélikus Egyházmegye. Pápa. 2011.

Payr Sándor (Pápa, 1861. február 25. – Sopron, 1938. január 30.) evangélikus pap, egyetemi tanár, egyháztörténész, egyházi író.

## Életpályája
Payr Sámuel és Feigl Erzsébet iparos szülők fiaként született. Teológiai tanulmányait 1881 és 1884 között Sopronban és Bázelben végezte. Előbb Sárváron, majd 1886-tól Győrben volt segédlelkész, 1888–1896 között pedig a ma Pusztavámhoz tartozó Ondódon töltötte be a lelkészi állást. Az 1889–1890-es tanév első félévében a soproni evangélikus teológiai akadémián lett tanár, 1896-tól pedig püspöki titkár Pápán. 1899-től ismét visszament a soproni evangélikus teológiai akadémiára tanárként. 1923-tól 1930-ig, nyugalomba vonulásáig a pécsi egyetem Sopronba kihelyezett hittudományi karán nyilvános rendes tanár.

## Munkássága
- Lefordította Hans Sachs versét: A Wittenbergi fülemile (Pozsony, 1893).
- Jelentősek a magyar evangélikus egyház történetére vonatkozó kutatásai is, azonban ezeknek gyakran szarvas hibája a pontatlanság, pl. helytelenül használ vagy ír le helyneveket, személyneveket és időpontokat.

## Művei

### Folyóiratcikkek
Cikkei az Evangélikus Népiskolában (1889. A magyar protestáns vallásos költészet napjainkban, 1894. A régi tanító világ emlékeiből, a sárvári tanítófizetés a Nádasdy grófok idejében, 1895. Iskolai kakasviadalok a XVI. században, 1903. Mária Terézia halálára írt egyházi énekek, A dunántúli ágostai hitvallású evangélikus egyházkerület vázlatos története, 1904. (Tompos Balázs búcsúztatója); az Evangelikus Egyház és Iskolában (1889. Előítélet és balvélemény protestáns egyházainkban, 1891., 1892. Énekügyi mizériák, 1893. A magyar gályarabok éneke, Egy püspöki utód, aki nem engedelmeskedett az elődjének, Ifjúsági énekeskönyveink, 1894. Magyar énekeskönyveink dallamai, Az egyház heverő kincsei, 1895. Történeti adatok a dunántúli evangélikus püspökök és kerületi felügyelők sorrendjéhez, 1896. Berzsenyi Dániel az eklézsiában, hazai egyházunk a történetírók ítélőszéke előtt, 1898. Öreg Aáchs Mihály 1646–1708., Adalék egyházi énekirodalmunk történetéhez, 1900. A Concordiakönyv legrégibb magyar fordítása, 1901. Egyházi zenénk magyarsága, Az egyszerű és ritmikus chorál kérdése, 1903. Klutsovszky Mihály pasquillusa és Bozzay György fátuma); A mi Otthonunkban (1893. Egyházi lantosaink a szabadságharc kitörésekor, Az eklezsia humora, 1894. Nádasdy Tamás gróf családi öröme, Egyházi énekfordítások); az Evangélikus Családi Lapokban (1895. Luther éneke: »Erős várunk« története, 1896. Bárány György útja Tolnába, A komagarus); a Jó Pásztorban (1899. Csepreg utolsó evangélikus predikátorai, 1903. Nádasdy Ferkó a bécsi deák); a Protestáns Szemlében (1898. Az evangelikus Csepreg pusztulása, 1903. Pázmány és Lamormain titkos tanácsa a nagyszombati egyetem megnyitó ünnepén, 1904. Draskovich György, győri püspök, a soproni jezsuita kollegium alapítója); a Protestáns Papnak is munkatársa volt.
Későbbi cikkeiből:
- Draskovich György, a soproni jezsuita kollégium alapítója (Protestáns Szemle, 1904.)
- A reformáció évszázados ünnepei hazánkban (Protestáns Szemle, 1911.)
- Magyari István és Báthory Erzsébet (Protestáns Szemle, 1912.)
- Révay Judit (Protestáns Szemle, 1913.)
- Dévai Mátyás Luther Márton házában (Protestáns Szemle, 1917.)
- Beethoven halhatatlan szerelmesének hitehagyott őse (Protestáns Szemle, 1927.)
- Ribini János (Evangélikus Élet, 1933.)

### Könyvek
- Az Isten igaz szolgájának jó élete. (Andreae pastoralisa versben). (Pozsony, 1890.)
- Christliches Gesangbuch zum Gebrauch für die evang. Gemeinde Ondód. (Oedenburg, 1891.)
- A Megváltó könnyei. Egyházi beszéd. (Sopron, 1891.)
- Templomépítő egyház a hitromboló század végén. (Székesfehérvár, 1893.)
- A wittenbergi fülemile. (Hans Sachs verseinek fordítása bevezetéssel). (Pozsony, 1893.)
- Fábry Gergely, dunántúli evang. püspök és az 1751. évi vallási zavargás Vadosfán. Egyháztörténeti monografia. (Budapest, 1894.) (Luthertársaság XIX. kiadványa).
- Nádasdy grófék házatája. (Budapest, 1896.) (Koszorú XIII.).
- Telekesi Török István. (Budapest, 1896.) (Különnyomat az 1895. Protestáns Szemléből).
- Magyar pietisták a XVIII. században (Budapest, 1898.)
- Magyar protestáns egyháztörténet. (Budapest, 1898.) (Magyar Protestáns Irodalmi Társaság kiadványa 10.).
- A nádorispán udvara. Történeti kép a reformáczió korából. Irta és a csánigi evang. nőegylet vallásos estéjén 1902. decz. 7. felolvasta. (Sopron, 1903.) (Különny. a csánigi evang. nőegylet által kiadott Emléklapokból).
- Kőszeg és vidéke evang. egyházunk történetében. (Sopron, 1904.)
- A Perlakyak négyszázados ároni háza. (Budapest, 1905.)
- Mária, a humanista magyar királyné. (Budapest, 1905.)
- Erdősi Sylvester János. (Budapest, 1905.)
- Mária Dorottya… (Budapest, 1906.)
- Muzsaji Wittnyédy István. (Budapest, 1906.)
- „Hárfahangok” (1906)
- Negyedfélszázados főiskola Sopronban. (Sopron, 1907.)
- A pietismus paedagogikája. (Pozsony, 1908.)
- Kanizsai Orsolya. (Budapest, 1908.)
- Mária Dorottya nádorasszony. (Budapest, 1908.)
- A vadosfai artikuláris egyházközség Rábaközben. (Budapest, 1910.)
- Egyházi emlékek Urai-Újfalunak és vidékének múltjából. (Budapest, 1910.)
- Egyháztörténeti emlékek (I. k.). (Sopron, 1910.)
- Soproni zenetörténeti emlékek. (Sopron, 1911.)
- Gr. Teleki Józsefné Királyfalvi Roth Johanna. (Sopron, 1913.)
- Protestáns volt-e Nádasdy Tamás? (Budapest, 1914.)
- Bocskay hadai Sopronban. (Sopron, 1914.)
- Lacknec Kristóf tudós társasága. (Sopron, 1915.)
- Flacianus lelkészek Magyarországban. (Pozsony, 1916.)
- Nemesi akadémia Harkán II. József korában. (Sopron, 1916.)
- Diaetai szállás Sopronban 1681-ben. (Sopron, 1916.)
- A régi ev. temető Sopronban. (Sopron, 1917.)
- A soproni ev. egyházközség története. (I. k.). (Sopron, 1917.)
- Nagy György és a harkai iskola II. József korában. (Sopron, 1917.)
- Ferenc József és a protestánsok. (Sopron, 1917.)
- Szenczi Fekete István, a hitehagyott püspök. (Sopron, 1918.)
- A régi soproni városház és várostorony. (Sopron, 1918.)
- Luther wormsi hitvallása. (Sopron, 1921.)
- A dunántúli ev. egyházkerület története (I. k.). (Sopron, 1924.)
- Széchenyi vallásos lelkülete. (Budapest, 1926.) (II. kiad. 1941.)
- Luther és az egyházi ének. (Debrecen, 1926.)
- Cordatus Konrád budai pap, Luther jó barátja. (Budapest, 1928.)
- Cordatus Konrád könyvecskéje Magyarország és Ausztria romlásáról. (Budapest, 1928.)
- A balfi paplak és a két balfi papfi Amerikában. (Budapest, 1928.)
- A magyar prot. gályarabok. (Budapest, 1928.)
- Luther és a magyarok. (Budapest, 1930.) | Luther és a magyarok
- Gyurátz Ferenc életrajza. (Sopron, 1931.)
- Emlékezés dr. Lackner Kristóf soproni polgármesterről. (Sopron, 1932.)
- A nemeskéri artikuláris evangélikus egyházközség története. (Sopron, 1932.)
- Sármelléki Nagy Benedek mint énekíró. (Sopron, 1934.)
- A magyar protestáns papi öltöny története. (Sopron, 1935.)

### Könyvfejezetek
- Az ágostai hitvallás története Magyarországban (A „Hitvallás és tudomány” c. könyvben). (Sopron, 1930.)
- Testvéri közösség magyar prot. énekeskönyveinkben (A „Kálvin és a kálvinizmus” c. könyvben.). (Debrecen, 1936.)